# Mai Aizawa
Pour les articles homonymes, voir Aizawa.
Mai Aizawa (相澤 舞衣, Aizawa Mai), née le 10 septembre 1980, est une joueuse internationale de football japonaise.

## Biographie
Le 12 novembre 1999, elle fait ses débuts avec l'équipe nationale japonaise lors de la Coupe d'Asie, contre la Népal. Elle compte 5 sélections et 4 buts en équipe nationale du Japon de 1999 à 2002.

## Statistiques
Le tableau ci-dessous présente les statistiques de Mai Aizawa en équipe nationale
| Équipe du Japon | Équipe du Japon | Équipe du Japon |
| Année           | Matchs          | Buts            |
| --------------- | --------------- | --------------- |
| 1999            | 3               | 4               |
| 2000            | 0               | 0               |
| 2001            | 0               | 0               |
| 2002            | 2               | 0               |
| Total           | 5               | 4               |